# Cologno Nord
Cologno Nord è una stazione della linea M2 della metropolitana di Milano. Serve il comune di Cologno Monzese, nell'immediato hinterland milanese.

## Storia
La stazione è stata costruita come parte del cosiddetto "ramo Cologno" della linea M2, attivato il 7 giugno 1981; nelle prime fasi progettuali era denominata Bettolino, per poi assumere il nome attuale. Funge ancora oggi da capolinea nord della M2, insieme a Gessate.
Il 9 luglio 2010 sono iniziati i lavori di ristrutturazione e ammodernamento della stazione. In particolare, sono stati apportati miglioramenti nella segnaletica e inseriti quattro ascensori, due posti all'esterno e due all'interno della struttura, in modo da favorire soprattutto i disabili. Sono stati inoltre ampliati e risagomati anche i marciapiedi esterni alla stazione e il parcheggio di corrispondenza, ora integrato con un'area riservata alla sosta dei disabili e collegata alla stazione con attraversamenti ad altezza marciapiedi, con lo scopo di rendere più comodo e sicuro il passaggio da dentro a fuori e viceversa. Inoltre è stato creato un sistema di guide a terra per i non vedenti e un pannello tattile per le indicazioni. Il progetto, costato poco meno di due milioni di euro, è stato interamente finanziato dalla Provincia di Milano. I lavori sono terminati il 18 dicembre 2011.

### Prolungamenti futuri
L'apertura del ramo di Cologno della M2 coincise nel 1981 con la dismissione della tranvia Milano-Vimercate, che attraversava il comune lungo via Milano. Data l'elevata affluenza della tranvia interurbana fu prevista da subito la futura estensione della linea fino a Vimercate. Si tratta di un progetto che richiama in molti sensi a ciò che era successo al ramo di Gessate negli anni '60 e che ha sempre incontrato l'appoggio dei comuni brianzoli interessati; ad oggi tuttavia il prolungamento non è stato realizzato, soprattutto a causa della notevole portata economica del progetto. Nel 2014 il costo del progetto era stato stimato in 750 milioni di euro, e l'analisi costi-benefici non aveva ritenuto l'opera capace di compensare questa spesa. Ad oggi il prolungamento per Vimercate rimane un obiettivo a lungo termine, mentre è allo studio l'estensione della linea da Cologno Nord a Brugherio, in superficie e senza fermate intermedie.

## Strutture e impianti
La stazione è servita da 3 binari e le banchine sono connesse tra loro grazie ad un sovrappasso pedonale, caratteristica comune a gran parte delle stazioni in superficie della M2.

## Movimento
La stazione è servita dai treni diretti ai due capilinea della metropolitana, tuttavia sono più quelli diretti ad Abbiategrasso. In alcuni casi i treni vengono limitati a Cascina Gobba, e per continuare è necessario cambiare treno.
Siccome la stazione esula dall'area urbana della metropolitana milanese, è pertanto soggetta alla tariffa extraurbana Mi3 di tutte le tipologie di biglietti e abbonamenti.

## Servizi
Le banchine a servizio dei binari sono collegate tra loro tramite il sovrappasso e sono accessibili ai portatori di disabilità grazie a degli ascensori. L'area dedicata al traffico viaggiatori è dotata di un impianto di videosorveglianza.
- Biglietteria a sportello, presso l'edicola
- Biglietteria automatica
- Servizi igienici
- Negozi (edicola)

## Interscambi
Nelle vicinanze della stazione vi è un'autostazione che garantisce gli interscambi con diverse linee di bus, sia gestite da ATM che da NET.
- Fermata autobus